# Пам'ятник Миколаю Копернику (Варшава)

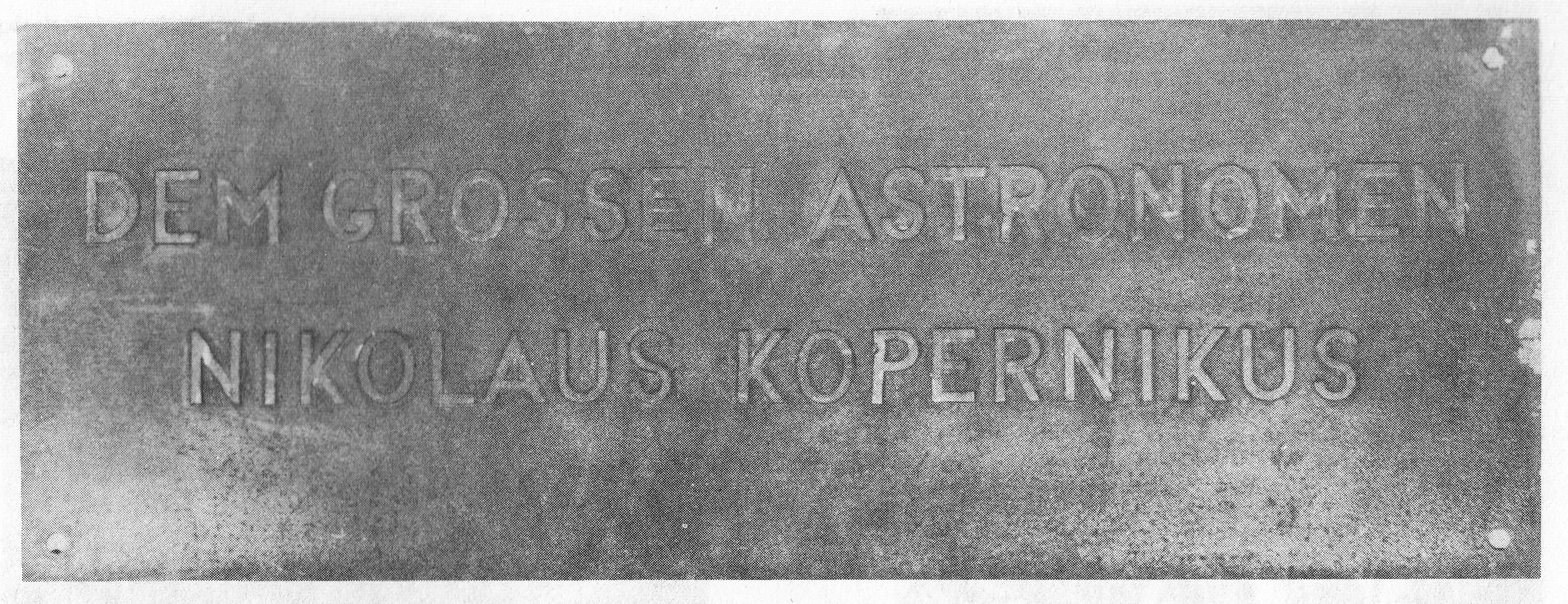
Табличка, встановлена на постаменті пам'ятника за наказом німців у 1940 році, знята 11 лютого 1942 року Мацеєм Алексієм Давідовським

Пам'ятник Миколаю Копернику у Варшаві — пам'ятник датського скульптора Бертеля Торвальдсена, розташований перед палацом Сташица у Варшаві. Бронзова статуя зображує сидячого Миколая Коперника з компасом у правій руці та армілярною сферою у лівій.
Обабіч чорного постаменту вигравірувані позолочені написи: з боку вулиці Коперника латиною «Nicolao Copernico Grata Patria» (вдячна батьківщина Миколаю Копернику), а з боку палацу Замойських польською — «Mikołajowi Kopernikowi Rodacy» (земляки Миколаю Копернику).
В Монреалі та Чикаго є точні копії пам'ятника.

## Історія
Пам'ятник був відкритий 11 травня 1830 року Юліаном Урсином Нємцевичем, фінансованим Станіславом Сташицем. Він стояв у Варшаві перед палацом Сташица, місцем перебування Товариства друзів науки.
19 вересня 1863 року після невдалого замаху на Федора Берга до пам'ятника було перенесено та спалено майно мешканців палацу Замойських, розграбоване російською армією у відповідь.
У 1940 році, під час німецької окупації, написи, вигравірувані на постаменті, були закриті. На місці «Nicolao Copernico Grata Patria» встановили табличку з написом «Sta Sol Ne Moveare» (зупинися, Сонце, припини свій біг), а напис «Mikołajowi Kopernikowi Rodacy» закрили табличкою з написом у німецькою «Dem Grossen Astronomen Nikolaus Kopernikus» (великому астроному Миколаю Копернику). Під час встановлення табличок один із працівників міської ради, скульптор Максиміліан Потравяк, навмисне намазав шурупи оливою, щоб їх було легко відкрутити.
11 лютого 1942 року Мацей Алексій Давідовський «Алек» з дрібної диверсійної організації «Вавер» зняв з пам'ятника табличку з німецьким написом і сховав її в сусідньому заметі. Потім пам'ятну дошку закопали в саду вілли у Жоліборжі, що належала батькам Яна Россмана. Навесні 1948 року дошка була викопана і передана Яном Россманом до Музею Варшави .
25 травня 1943 року о 5:00 ранку троє молодих поетів Вацлав Боярський, Тадеуш Гайци та Здзіслав Строїнський, пов'язані з підпільним журналом Мистецтво і народ, поклали вінок із біло-червоним поясом і написом «Геніальному поляку, Миколау Копернику, до 400-річчя смерті — Підпільна Польща». В результаті втручання поліцейського та стрілянини патрулю німецької жандармерії Вацлав Боярський був смертельно поранений, а Здзіслав Строїнський заарештований.
У 1944 році, після Варшавського повстання, пам'ятник був зруйнований і, ймовірно, вивезений з Варшави на металобрухт. Після закінчення війни його знайшли на сміттєзвалищі в селі Гайдуки-Ниські. Його повернули на місце і символічно відкрили 22 липня 1945 року. Це зробила Президія Національної ради Польщі, яка йшла до пам'ятника на чолі ходи Єрусалимським проспектом та вулицею Нови Свят. У березні 1949 року скульптуру було знято з постаменту для проведення ретельної консервації. Це було здійснено у варшавській ливарній майстерні братів Лопєнських. Пам'ятник відкрито 22 липня 1949 року.
У травні 2007 року на площі навколо монумента була розміщена модель Сонячної системи, відкрита в книзі Каперника «Про обертання небесних сфер». На поверхні, облицьованій скандинавським червоним гранітом, орбіти позначені більш світлим каменем із Китаю, а планети відлиті з бронзи на Ливарному заводі кольорових металів у Варшаві. Автор проєкту — скульптор Антоній Грабовський, а планети, спочатку тьмяні, з часом мають відшліфуватися ногами перехожих. Усі планети закріплені на 40-сантиметрових анкерах, на кожній планеті стоїть авторська позначка «Антоній».
У ніч з 1 на 2 липня 2008 року пам'ятник був пошкоджений. Винуватець спустошення відірвав армілярну сферу з лівої руки Коперника. Викрадений елемент був 3 липня доставлений невідомою особою до варшавської пам'яткоохоронної майстерні. Ситуація повторилася у вересні 2011 року, коли троє підлітків викрали сферу, але після їх затримання пам'ятник знову відновили.
У 2017 році біля пам'ятника (з боку вулиці Нови Свят) була встановлена меморіальна дошка на згадку про зняття з пам'ятника німецької таблички Алексієм Давідовським в 1942 році.

## Інші пам'ятники Копернику у Варшаві
- У XIX столітті у Варшаві також була встановлена друга статуя Миколая Коперника. Його виготовив у 1870 році Фаустин Юліуш Ценглер[pl] на приватне замовлення. Пам'ятник знаходився в саду Пручальських у Солці. Ймовірно він був зруйнований під час Другої світової війни[18].
- Зараз у Варшаві є також другий пам'ятник Миколаю Копернику роботи Людвіки Нітсхової[pl], відкритий 1955 року біля головного входу до Палацу культури і науки[19].

## Галерея

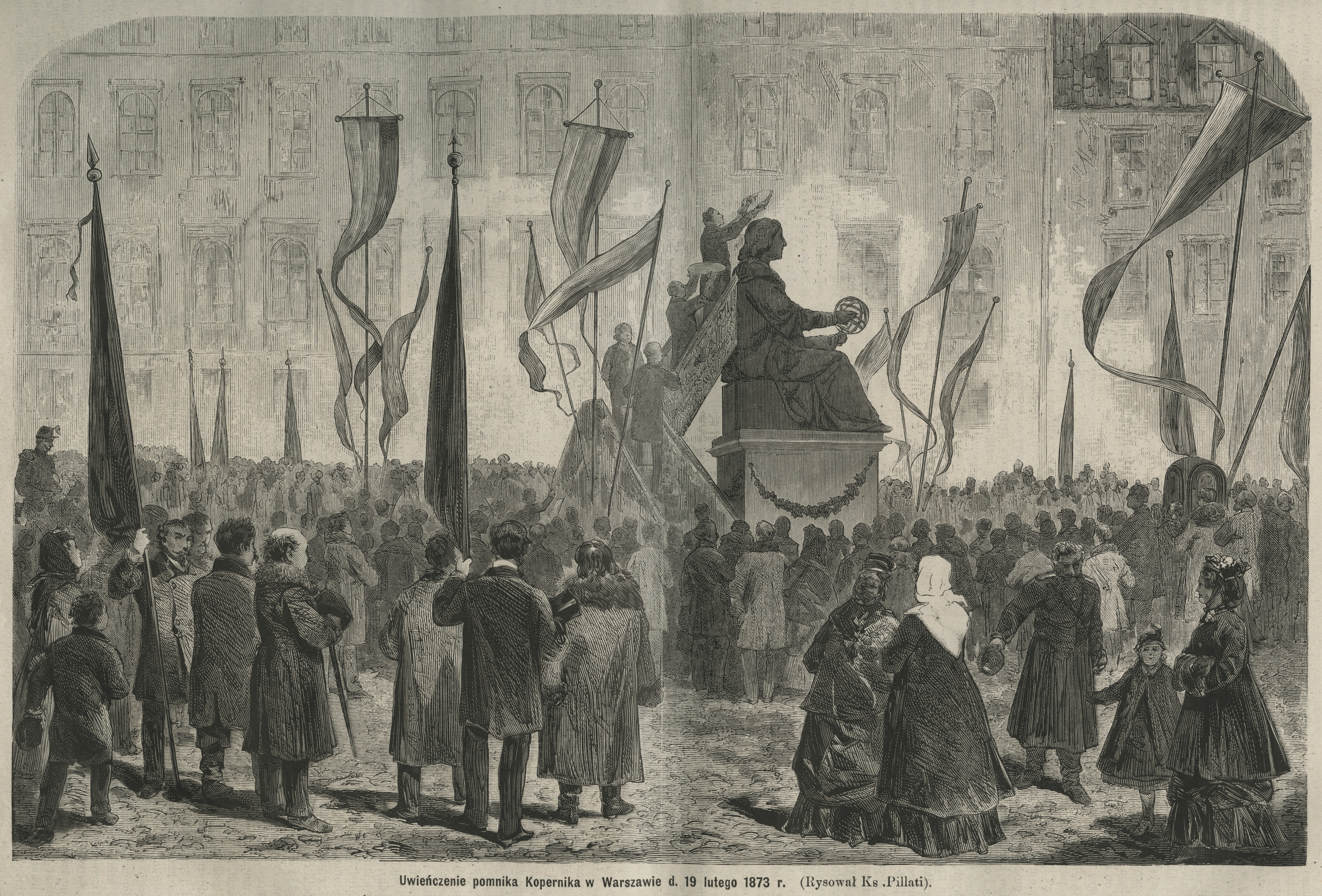
Святкування біля пам'ятника 19 лютого 1873 року з нагоди 400-річчя від дня народження Коперника
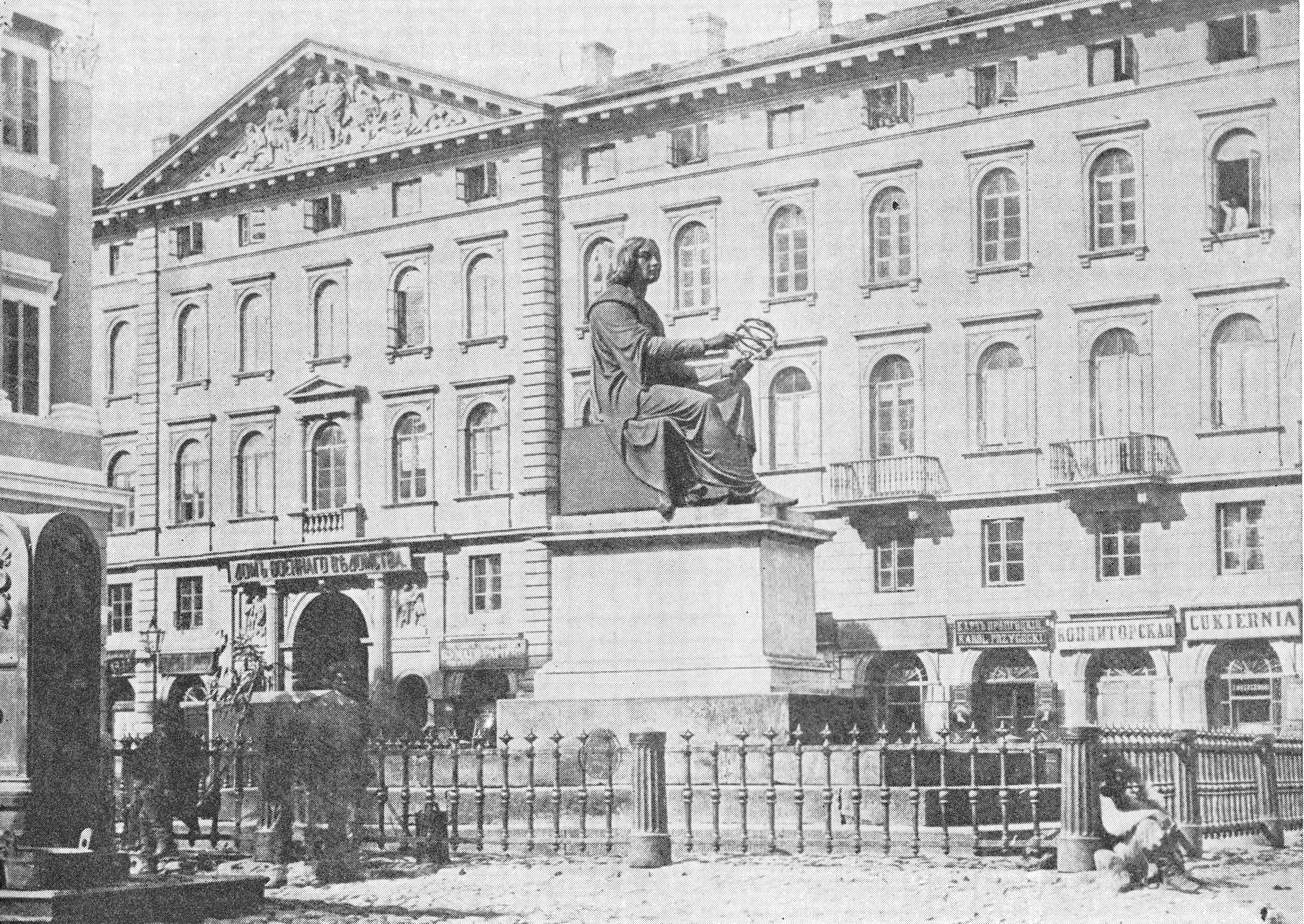
Пам'ятник в 1870-х роках
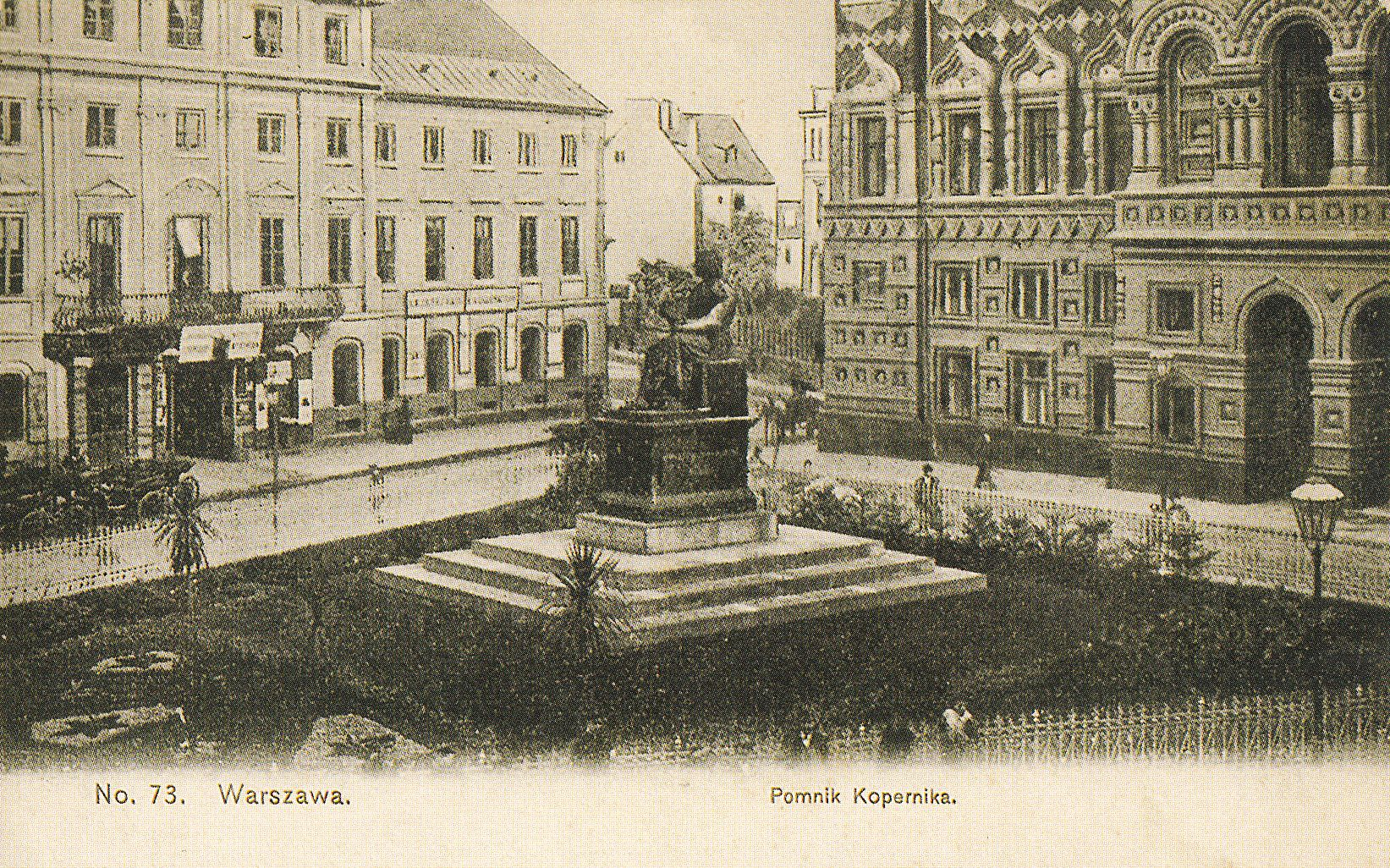
Пам'ятник близько 1908 року
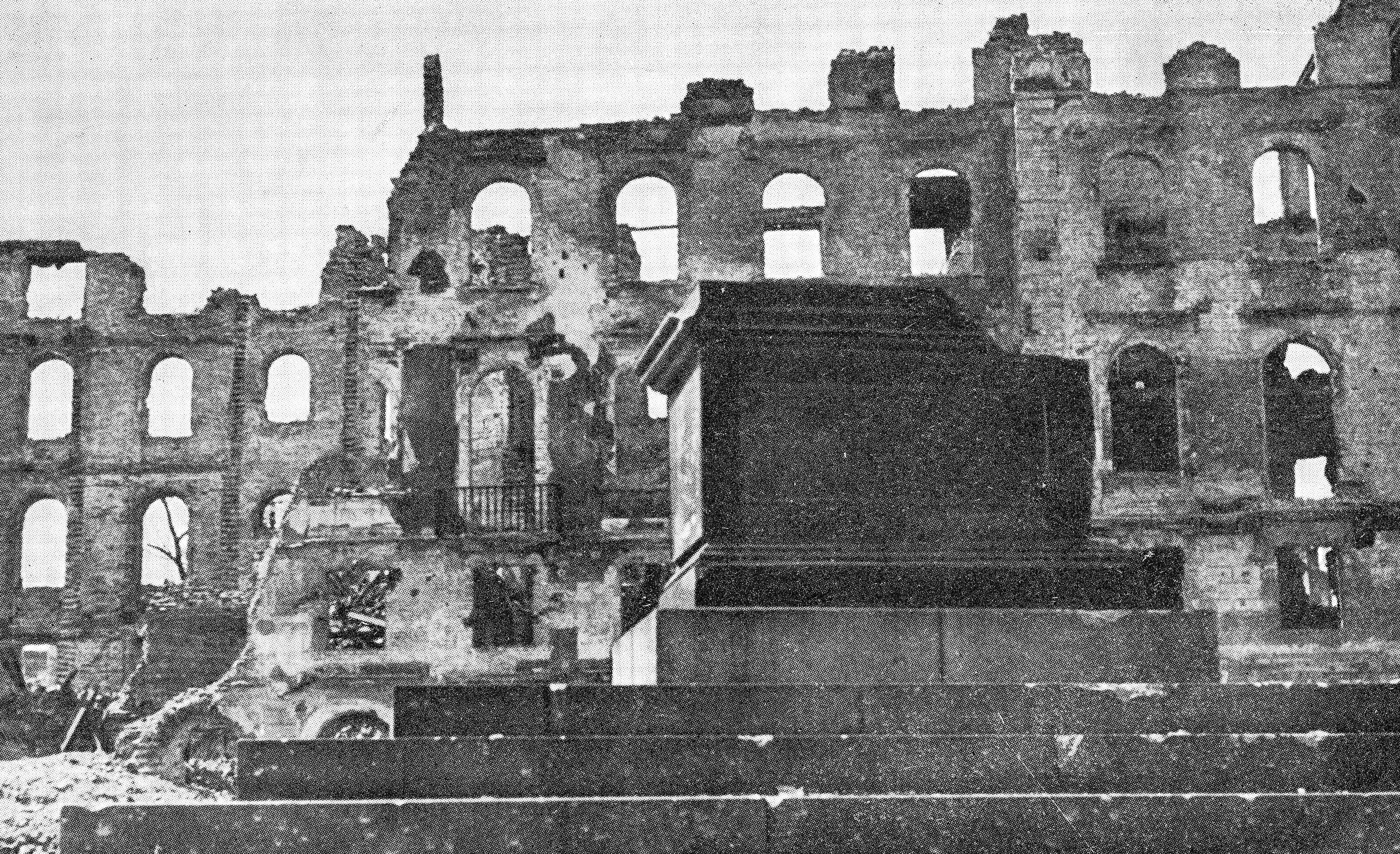
Пам'ятник, зруйнований німцями у 1945 році, на задньому плані палац Замойських[pl]
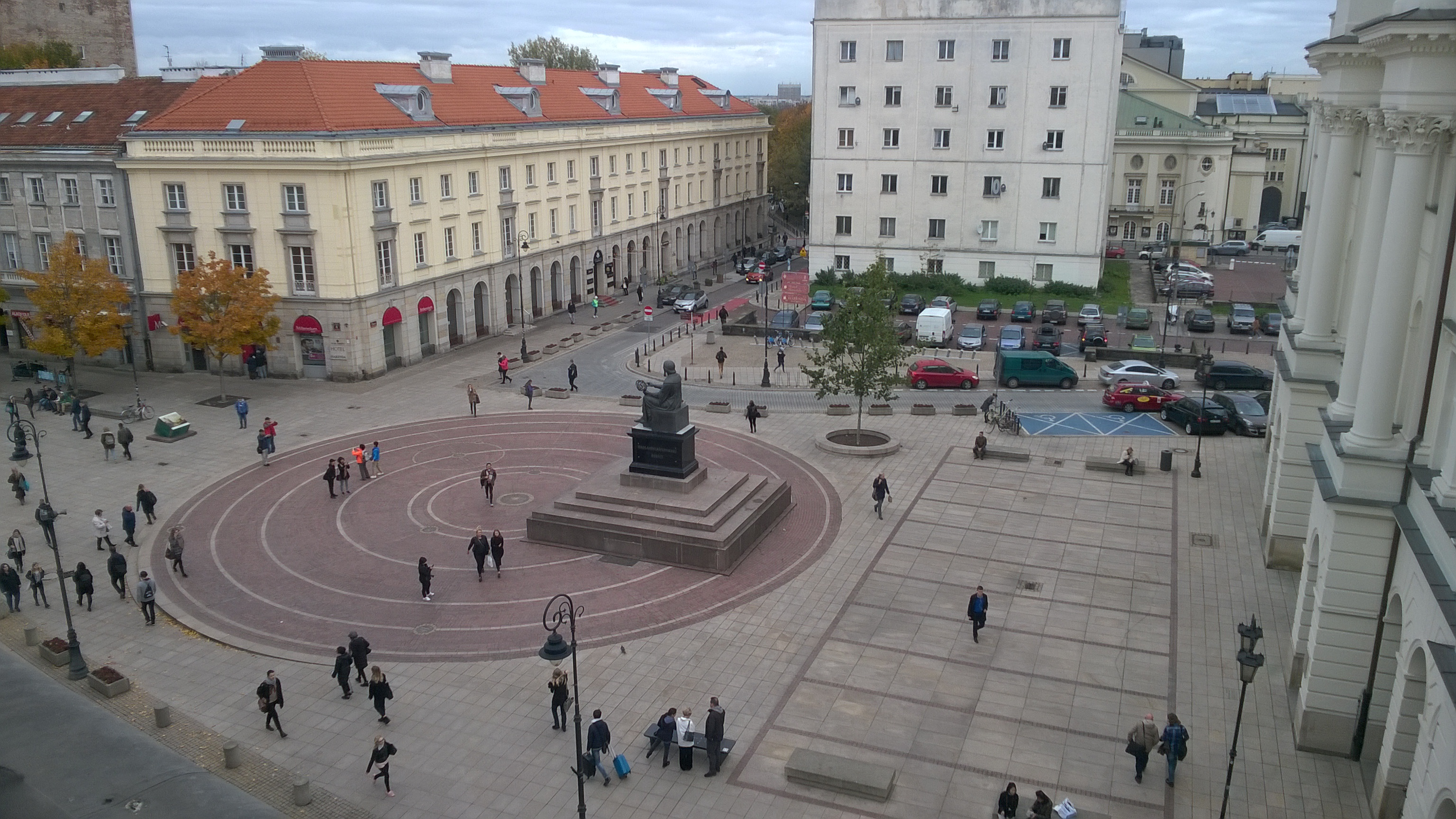
Пам'ятник і модель Сонячної системи перед ним
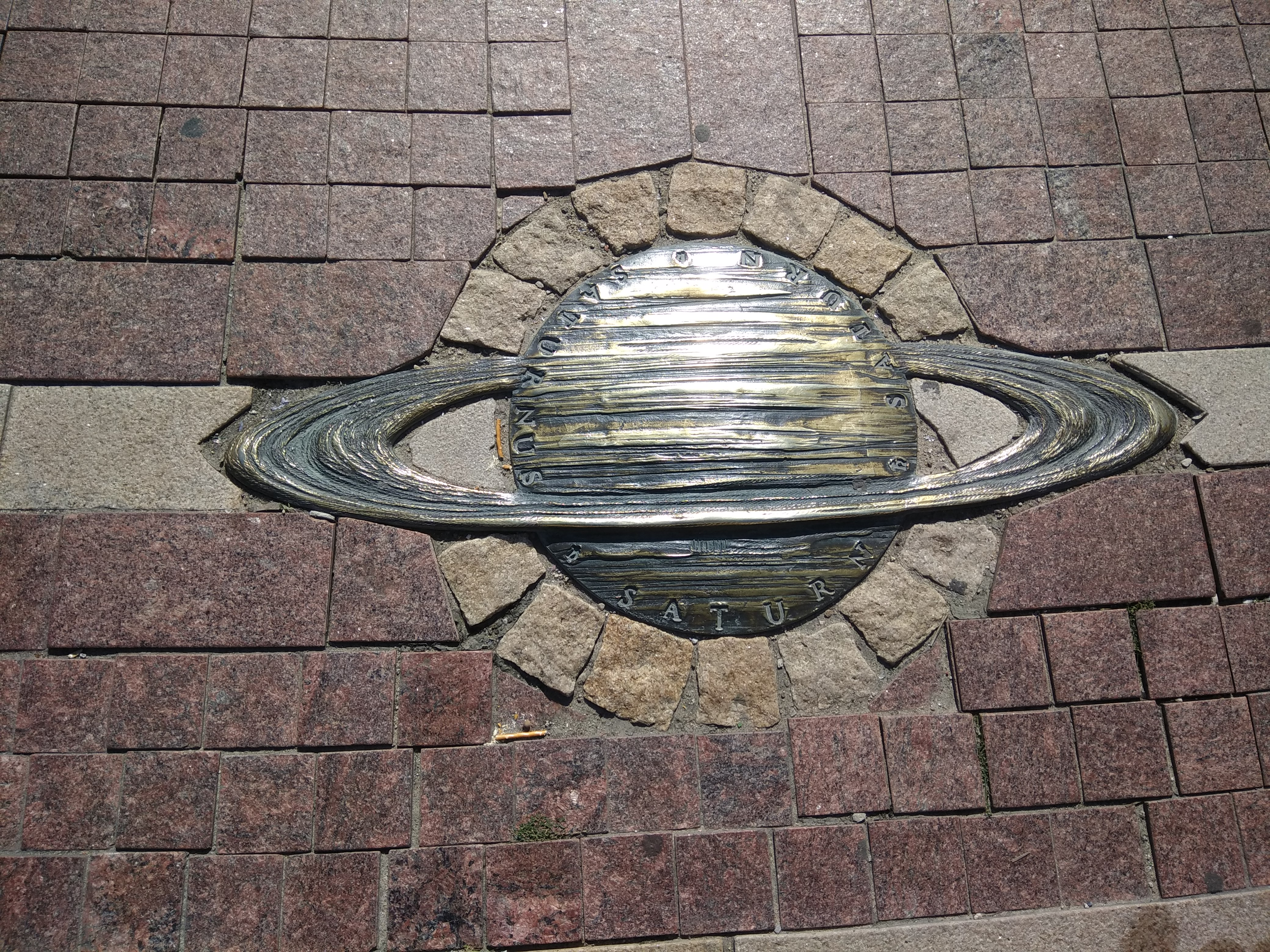
Бронзовий Сатурн, частина моделі Сонячної системи
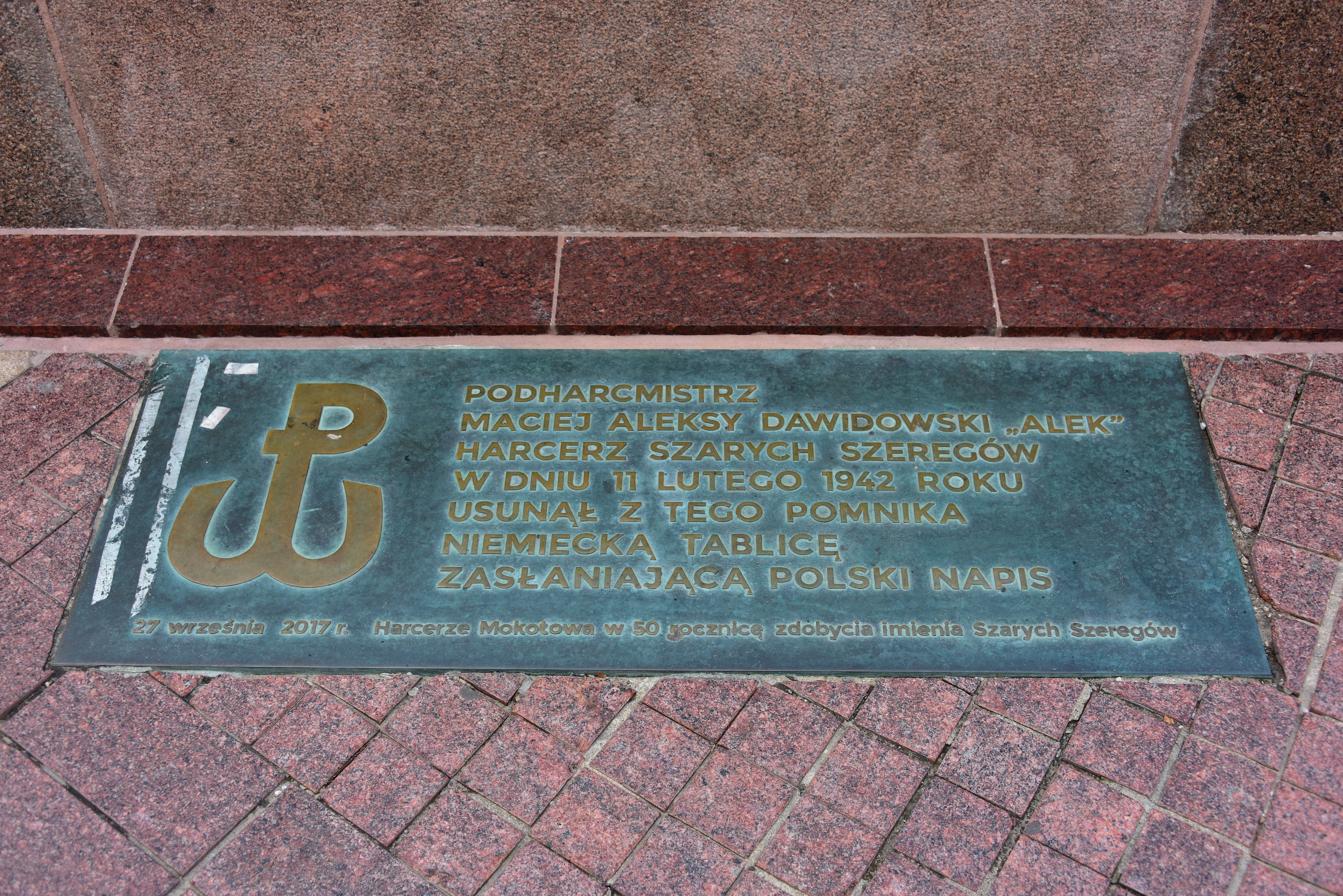
Меморіальна дошка на честь зняття з пам'ятника німецької таблички Алексієм Давидовським у 1942 році
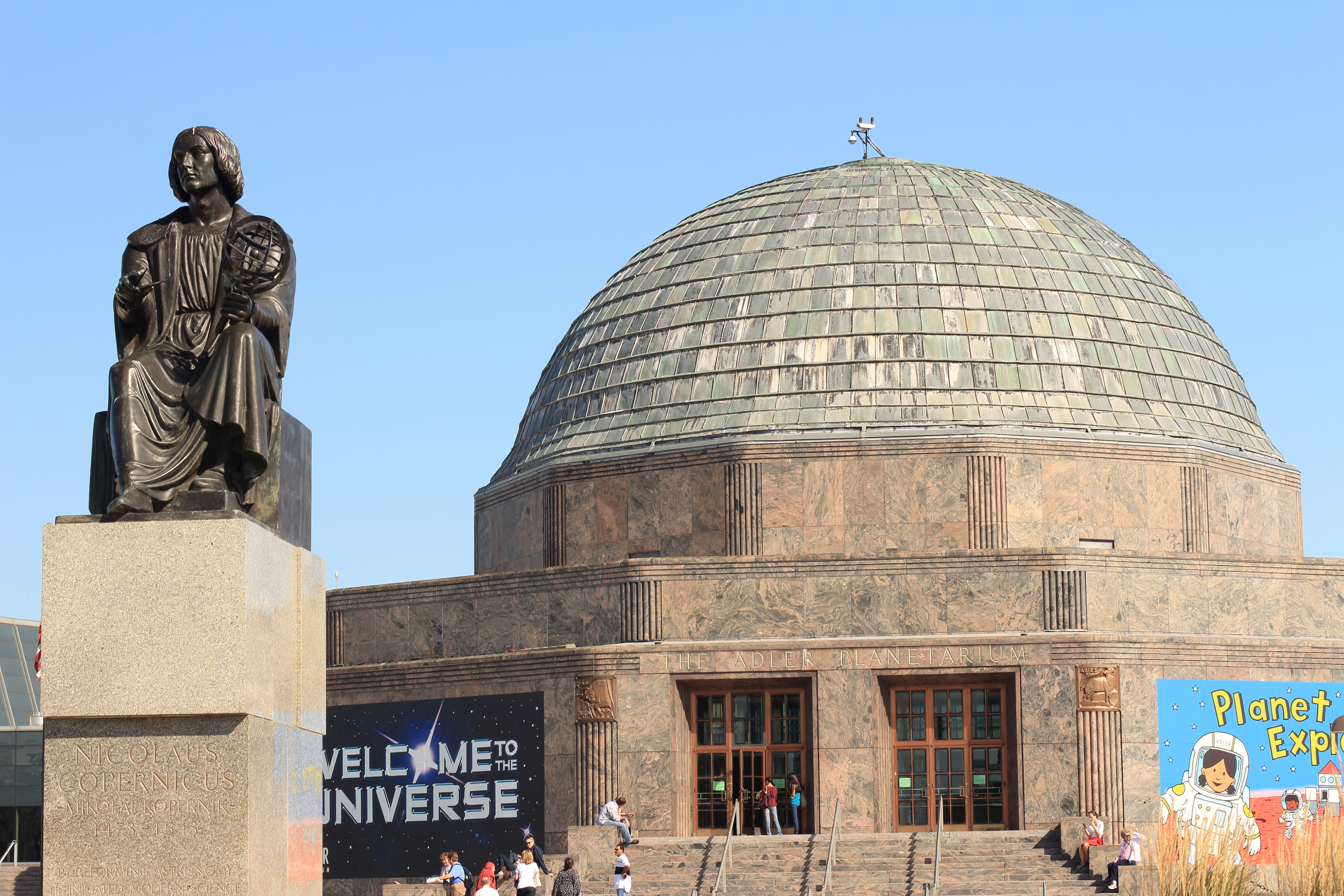
Пам'ятник Миколаю Копернику у Чикаго, копія варшавського оригіналу